# Dimmen
Dimmen is het verminderen van de hoeveelheid licht op een bepaalde plek of in een bepaalde ruimte. Dat kan door de stroom te verminderen bij elektrisch opgewekt licht, of door het plaatsen van filters, die een deel van het aangeboden licht blokkeren voordat het zijn bestemming bereikt.
Een dimmer is een apparaat waarmee de lichtsterkte van een lamp of reeks lampen kan worden beïnvloed (verminderd). In theaters gebruikt men dimmers om het podium fraai uit te lichten en tijdens de voorstelling aan te passen. Een dimmer thuis, die de lux in de woonkamer traploos regelt, is een voorbeeld van een twintigste-eeuws luxe-artikel.
Overdrachtelijk zeggen we dat iemand moet dimmen wanneer hij of zij voor overlast zorgt en zich rustiger dient te gedragen.